# Міжнародний автодром Маямі
47°34′59″ пн. ш. 19°15′4″ сх. д. / 47.58306° пн. ш. 19.25111° сх. д.
Міжнародний автодром Маямі (англ. Miami International Autodrome) — траса, яка проходить навколо Хард Рок Стедіум та його об'єктів в Маямі-Гарденс (передмісті Маямі, Флорида, США). Траса має довжину 5,41 км і включає 19 поворотів із очікуваною середньою швидкістю близько 223 км/год. Траса була спеціально розроблена для гран-прі Маямі, яке було включене до календаря чемпіонату світу Формули-1 на 2022 рік.  

## Історія
Створення траси було запропоноване ще у жовтні 2019 року. Власник Хард Рок Стедіум Стівен Росс намагався залучити Формулу-1 в Маямі протягом кількох років, перш ніж було опубліковано початковий проєкт.  У організаторів Гран-прі на Хард Рок Стедіум була домовленість про початок проведення перегонів з 2021 року, але вона була відкладена.  Комісари Маямі-Гарденс спочатку голосували проти створення траси, але 14 квітня 2021 це рішення було скасовано. 2 вересня 2021 траса була офіційно названа «Міжнародним автодромом Маямі». 

## Траса
Траса є тимчасового типу, тож під час її спорудження не використовуються громадські вулиці, розташовані навколо стадіону. За кілька тижнів до гоночного вікенду траса збирається. Після гоночного вікенду траса буде демонтована, а стадіон Хард Рок Стедіум повернеться до нормального стану. 
Траса має довжину 5,41 км і включає 19 поворотів із очікуваною середньою швидкістю близько 223 км/год. Вона пропонує три зони для використання системи DRS , розташовані відповідно між поворотами 10 та 11, 16 та 17 та на прямій старт-фініш. Траса в основному плоска, проте є деякі нерівності, які дизайнери інтегрували в трасу. Найбільший перепад між поворотами 13 і 16 де траса проходить під естакадами на нерівній поверхні і рухається по смузі уповільнення автомагістралі Флориди. Піт-лейн, бокси та паддок будуть розташовані вздовж північної сторони стадіону. 

## Рекорди кола
Станом на травень 2023 року офіційні рекорди найшвидшого кола перегонів на міжнародний автодром Маямі виглядають так:
| Категорія                                             | Час                                                   | Гонщик                                                | Транспорт                                             | Подія                                                   |
| Кільце Гран-прі: 5,412 км (3,363 милі) (2022–дотепер) | Кільце Гран-прі: 5,412 км (3,363 милі) (2022–дотепер) | Кільце Гран-прі: 5,412 км (3,363 милі) (2022–дотепер) | Кільце Гран-прі: 5,412 км (3,363 милі) (2022–дотепер) | Кільце Гран-прі: 5,412 км (3,363 милі) (2022–дотепер)   |
| ----------------------------------------------------- | ----------------------------------------------------- | ----------------------------------------------------- | ----------------------------------------------------- | ------------------------------------------------------- |
| Формула-1                                             | 1:29.708                                              | Макс Ферстаппен                                       | Red Bull Racing RB19                                  | 2023 Гран-прі Маямі                                     |
| Formula Regional                                      | 1:56.406                                              | Еббі Пуллінг                                          | Tatuus F3 T-318                                       | 2022 Етап W Series в Маямі                              |
| Porsche Carrera Cup                                   | 1:56.693                                              | Райлі Дікінсон                                        | Porsche 911 (992) GT3 Cup                             | 2023 Етап Porsche Carrera Cup Північної Америки в Маямі |